# Медич, Предраг
Предраг Медич (серб. Предраг Медић; 21 мая 1998, Бачка-Топола, Югославия) — сербский футболист, полузащитник эстонского клуба «Пайде».

## Клубная карьера
Родившись в Бачка-Топола, Медич прошёл через академию местного «ТСЦ». В 2016 году стал игроком клуба «Спартак» Суботица. 21 мая 2017 года в матче против «Бачка» он дебютировал в сербской Суперлиге. В августе 2016 года был арендован «Нови Бановци» и позже «Бачка»; в обоих клубах не сыграл сыграл в официальных играх.
В феврале 2019 года на правах свободного агента стал игроком «Златибора» из Чаетина. 27 февраля в матче против «Раднички» он дебютировал в первой лиги Сербии. Летом 2019 года стал игроком клуба «Тимочанин».
14 июля 2020 года стал игроком клуба «Ягодина». 29 августа в матче против «Земуна» он забил дебютный гол в первой лиги Сербии. В 2021—2023 годах выступал за «Радник» Сурдулица. 19 июля 2021 года, Медич дебютировал за новый клуб.
10 января 2023 года стал игроком клуба «Вождовац». 4 февраля в матче против «Раднички» он дебютировал в составе нового клуба. 21 апреля в матче плей-офф чемпионата Сербии против тех же «Раднички» он получили перелом челюсти, его заменил Михайло Нешкович.